# Chiesa dei Santi Pietro e Paolo (Mesocco)
La chiesa dei Santi Pietro e Paolo si trova nella frazione di Crimeo presso Mesocco.

## Storia
Citata nel 1219, dopo il 1611 fu rinnovata: aggiunta una cappella laterale a nord, un nuovo coro nel 1626, la trasformazione della navata nel 1638 e una nuoca cappella laterale a sud negli anni 1773-1783. Scavi condotti nei restauri del 1959 evidenziarono un'aula biabsidata forse del XIII secolo, le cui parti angolari sono inglobate nell'attuale arco trionfale. La chiesa subì un restauro ancora nel 2002.

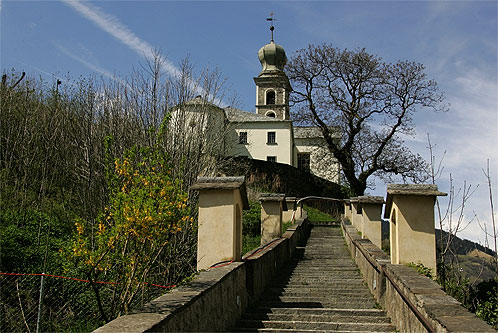
La Via Crucis e la parrocchiale

## Descrizione

### Esterno
L'edificio barocco presenta un coro rettangolare e due ali di cappelle a terminazione poligonale che creano una sorta di transetto. Nell'angolo tra il corpo longitudinale e la cappella nord si trova il campanile che poggia su fondazioni medievali; la copertura a bulbo è degli anni 1720-1730 circa.

### Interno
La navata è coperta da un soffitto ligneo piano moderno mentre volte a crociera stanno sotto la tribuna sorretta da arcate.
Sulle pareti della navata, in prossimità degli altari laterali, appaiono frammenti di pitture murali tardogotiche risalenti al terzo quarto del XV secolo, forse opere del Magister Lombardus. Gli altari laterali in stucco a forma di edicola sono degli anni 1620-1630. Le cappelle laterali sono coperte con volte a botte lunettata; gli altari risalgono alla metà del XIX secolo; il fonte battesimale in marmo bianco scanalato e con coperchio in legno è del 1615 circa. L'organo del primo quarto del XIX secolo è opera dei fratelli Mayer.